# Slunovrat (film, 2019)
Slunovrat (v anglickém originále Midsommar) je švédsko-americký hororový film z roku 2019, který napsal a režíroval Ari Aster. Florence Pugh a Jack Reynor v něm hrají americký pár, který je na švédském venkově vtažen do násilnické sekty. Ve vedlejších rolích se objeví William Jackson Harper, Vilhelm Blomgren, Ellora Torchia, Archie Madekwe a Will Poulter.
Film vznikl v koprodukci Spojených států a Švédska a byl původně společnosti představen jako přímočarý slasher z prostředí švédské sekty. Ačkoli prvky původního konceptu zůstaly v konečném produktu zachovány, hotový film se zaměřuje na zhoršující se vztah inspirovaný těžkým rozchodem, který sám Aster zažil. Filmová hudba, kterou složil britský elektronický hudebník Bobby Krlic, se inspiruje severskou lidovou hudbou. Film se natáčel převážně na území maďarské metropole Budapešť, a to od července do října 2018.
Film byl uveden do 3. července 2019 kin ve Spojených státech společností A24 a ve Švédsku společností Nordisk Film, 10. července 2019. Film utržil 48 milionů dolarů a dostalo se mu pozitivních recenzí, v nichž byla chválena Asterova režie a výkon Pughové, ovšem násilný obsah filmu polarizoval široké publikum.

## Děj
Uprostřed zimy prožije americká studentka Dani trauma poté, co její duševně nemocná sestra Terri zabije sebe i jejich rodiče otravou oxidem uhelnatým. To ještě víc oslabí Daniin vztah s jejím přítelem Christianem, se kterým se už předtím odcizili.
O několik měsíců později jsou Christian a jeho přátelé Mark a Josh pozváni jejich švédským kamarádem Pellem na devítidenní midsummer festival do jeho domovské komuny Hårga ve švédském Hälsinglandu. Tento festival se koná jen jednou za 90 let. Josh chce festival zahrnout do své diplomové práce. Christian měl v úmyslu se rozejít s Dani, která stále truchlí nad smrtí své rodiny, ale po hádce ji neochotně vezme s sebou.
V komuně se seznámí s britským párem Simonem a Connie. Ingemar, Pellův bratr z komuny, nabídne skupině halucinogenní houby. Dani má špatný trip a vidiny své mrtvé rodiny. Druhý den skupina sleduje obřad ättestupa, při němž dva starší členové komuny spáchají sebevraždu skokem ze skály. Jeden přežije a je dobit palicí. Siv, starší komuny, uklidňuje Connie a Simona vysvětlením, že každý člen komuny takto ukončuje svůj život ve věku 72 let, a že je to považováno za velkou čest.
Christian se rozhodne napsat svou diplomovou práci o Hårze, což podráždí Joshe, který se také rozhodl psát výhradně o této komuně. Dani je obřady znepokojena, ale Pelle ji přesvědčí, aby zůstala. Řekne Dani, že i on sám osiřel poté, co jeho rodiče zahynuli při požáru, ovšem komuna se stala jeho novou rodinou a oporou a ptá se Dani zda cítí v Christianovi oporu. Simon a Connie, vyděšení obřadem, chtějí odjet z Hårgy, ovšem během balení se Connie dozví, že Simon odjel na vlakové nádraží sám, ale že si ji prý později vyzvedne. Connie protestuje, že viděla, jak lesem vlečou krvácejícího Simona, ale nakonec se nechá odvézt na vlakové nádraží. Poté co nevědomky zneuctí posvátný strom, je Mark odlákán mladou členkou komuny a zmizí. Josh je později zabit mužem s Markovou staženou tváří, když tajně fotí posvátné texty.
Dani a Christian vypijí nápoj s halucinogenními účinky. Dani vyhrává taneční soutěž a stává se Královnou Máje. Christian je zdrogován a donucen k sexuálnímu aktu s mladou členkou Majou za přítomnosti starších žen. Dani to vidí a zhroutí se. Ženy z komunity jí obklopí a její pláč imitují. Christian uteče a objeví Joshovu useknutou nohu zasazenou do záhonu a sotva živého Simona, z něhož byl udělán krvavý orel, vystaveného ve stodole. Když se od Simona otočí je paralyzován práškem od staršího člena.
Při závěrečném rituálu komunita obětuje devět lidí. Osm je již vybráno: čtyři cizinci, dvě starší oběti a dva dobrovolníci z komuny. Poslední musí vybrat Dani: buď paralyzovaný Christian, nebo náhodný člen komuny. Dani zvolí Christiana. Je zašit do těla medvěda a spolu s ostatními umístěn do chrámu, který je zapálen. Zatímco chrám hoří, členové komuny a Dani napodobují křik obětí, ale když se chrám zhroutí, Dani se začne pomalu usmívat.

## Obsazení
- Florence Pughová jako Dani
- Jack Reynor jako Christian
- Will Poulter jako Mark
- William Jackson Harper jako Josh
- Vilhelm Blomgren jako Pelle
- Archie Madekwe jako Simon
- Ellora Torchia jako Connie
- Gunnel Fred jako Siv
- Isabelle Grill jako Maja
- Lars Väringer jako Sten
- Henrik Norlén jako Ulf
- Anders Beckman jako Arne
- Julia Ragnarsson jako Inga
- Anki Larsson jako Irma
- Anna Åström jako Karin
- Liv Mjönes jako Ulla
- Mats Blomgren jako Odd
- Louise Peterhoff jako Hanna
- Agnes Rase jako Dagny
- Katarina Weidhagen jako Ylva
- Björn Andrésen jako Dan
- Lennart R. Svensson jako Mats
- Tove Skeidsvoll jako Majvor
- Anders Back jako Valentin
- Dag Andersson jako Sven
- Hampus Hallberg jako Ingemar

## Hudba
Aster uvedl, že při psaní filmu poslouchal album Excavation od britského elektronického hudebníka Haxana Cloak z roku 2013. Aster ho oslovil, aby složil k filmu hudbu. CVe filmu je Haxan Cloak uveden pod jeho skutečným jménem Bobby Krlic. Krlic začal skládat hudbu ještě před začátkem natáčení, inspiroval se severskou lidovou hudbou a úzce s Asterem spolupracoval. Soundtrackové album vyšlo 5. července 2019 skrze vydavatelství Milan Records.

## Vydání
Předpremiéra filmu se konala 18. června 2019 v kině Alamo Drafthouse v New Yorku. V USA byl film uveden do kin 3. července 2019. V České republice byl film do kin uveden 1. srpna 2019.

### Režisérský sestřih
Asterův původní režisérský sestřih filmu, trvající 171 minut, na žádost A24 zkrácený pro širší uvedení v kinech, měl světovou premiéru ve Filmové společnosti Lincoln Center v New Yorku 20. srpna 2019. V kinech po celých Spojených státech byl film promítán o víkend od 29. srpna a 30. srpna 2019. Režisérský sestřih byl 24. září 2019 vydán exkluzivně pro Apple TV. Ve fyzické formě vyšel v Británii na Blu-ray a DVD 28. října 2019, v Austrálii na Blu-ray 6. listopadu 2019 a v USA na Blu-ray v červenci 2020.
V rámci spolupráce A24 a IMAX byla režisérská verze promítána v době letního slunovratu ve vybraných kinech IMAX 20. června 2024.

## Přijetí

### Tržby
Film vydělal ve Spojených státech a Kanadě 27,5 milionu dolarů a v ostatních zemích 20,5 milionu dolarů, což představuje celosvětové tržby ve výši 48 milionů dolarů.
Ve Spojených státech a Kanadě se předpokládalo, že film během prvních pěti dnů utrží 8–10 milionů dolarů. Hned první den vydělal 3 miliony dolarů, což magazín Deadline Hollywood označil za „skvělý začátek“.